# Apicia flexilis
Apicia flexilis là một loài bướm đêm trong họ Geometridae.